# Operación Roble
La Operación Roble (en alemán: Unternehmen Eiche) fue una operación de rescate ejecutada durante la Segunda Guerra Mundial en la que el comando Skorzeny  de la Wehrmacht alemana liberó al Duce italiano Benito Mussolini de su encierro en el Hotel Campo Imperatore en septiembre de 1943. Después de un golpe de Estado, cuando Italia era aplastada casi en todos los frentes, siendo que los aliados cambiaban el curso de la guerra a su favor. 
La orden de rescate a cualquier precio fue impartida personalmente por Adolf Hitler al Hauptsturmführer Otto Skorzeny de las Waffen-SS, planificada por el comandante Harald Mors y aprobada por el general Kurt Student, jefe de operaciones de los paracaidistas de la Luftwaffe.

## Antecedentes
El 25 de julio de 1943, semanas después de la invasión angloestadounidense de Sicilia, los malos resultados en la guerra causaron que dentro del Gran Consejo Fascista se decidiera destituir a Benito Mussolini de todas sus funciones como Duce y que asumiera el gobierno el general Pietro Badoglio, tras varias semanas en que los jerarcas de la Italia fascista conspiraban para evitar una derrota militar ante Estados Unidos o el Reino Unido derrocando a Mussolini. 
Al día siguiente de la votación del consejo, Mussolini fue arrestado por orden del rey Víctor Manuel III y llevado a diferentes lugares  por el gobierno de Badoglio, comenzando en la isla mediterránea de Ponza, luego en la isla de La Maddalena y finalmente en el Hotel Campo Imperatore, un alojamiento para deportes de invierno cercana a la montaña del Gran Sasso d'Italia en los Apeninos de la región de los Abruzos. El gobierno de Badoglio utilizó diferentes estratagemas para impedir que la inteligencia alemana supiera el verdadero lugar de encierro del líder fascista.

## Planificación

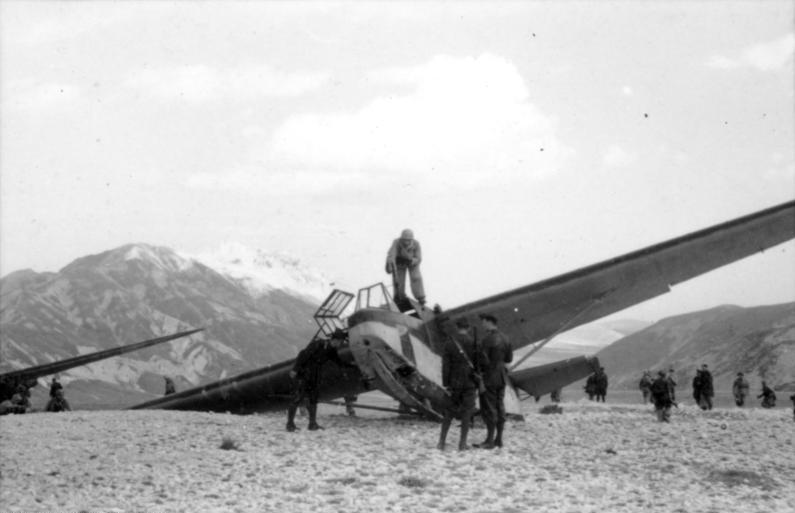
Un planeador DFS 230 usado en la operación, algunos carabinieri cautivos observan el aparato.

Tras varias semanas en que agentes de espionaje alemán buscaron el paradero exacto de Mussolini, Adolf Hitler ordenó a la Abwehr y a la Wehrmacht conseguir la ubicación exacta del Duce y liberarlo de sus captores, llevándolo a Alemania. La operación fue planificada por la Luftwaffe, que usaría sus paracaidistas al mando del comandante Harald Mors y del teniente Otto von Berlepsch. Previendo un combate, se designó que a los paracaidistas de Student se unirían oficiales de las Waffen-SS liderados por el capitán Otto Skorzeny, jefe sugerido por Ernst Kaltenbrunner a Hitler. Hitler mismo en persona encomendó a Skorzeny la ejecución de la operación brindándole su apoyo y parabienes.
Agentes de los servicios secretos alemanes en Italia lograron interceptar un mensaje cifrado y enterarse de que Mussolini estaba recluido en el Hotel Campo Imperatore, junto al Gran Sasso. Este edificio de reciente construcción era cercano a una gran estación de esquí y accesible solo por funicular desde la localidad de Assergi. Cabe destacar que la zona es de difícil topografía, que hacía imposible el ataque sorpresa por tierra, por tanto, la única opción era por aire usando planeadores. Se temía fundadamente que los carabinieri apenas sospecharan de un intento de rescate, asesinaran a Mussolini, por lo que Student secuestró al general de Carabinieri Ferdinando Soletti para que respondiera con su vida por la seguridad del Duce.
De inmediato se organizó un grupo de Fallschirmjäger para acudir a dicha zona y rescatar a Mussolini. Tras el armisticio italiano del 8 de septiembre de 1943, tropas de la Wehrmacht habían invadido Italia, uniéndose a las fuerzas alemanas que ya estaban estacionadas en suelo italiano desde hacía meses, por lo cual el comando de paracaidistas tendría apoyo cercano desde tierra.

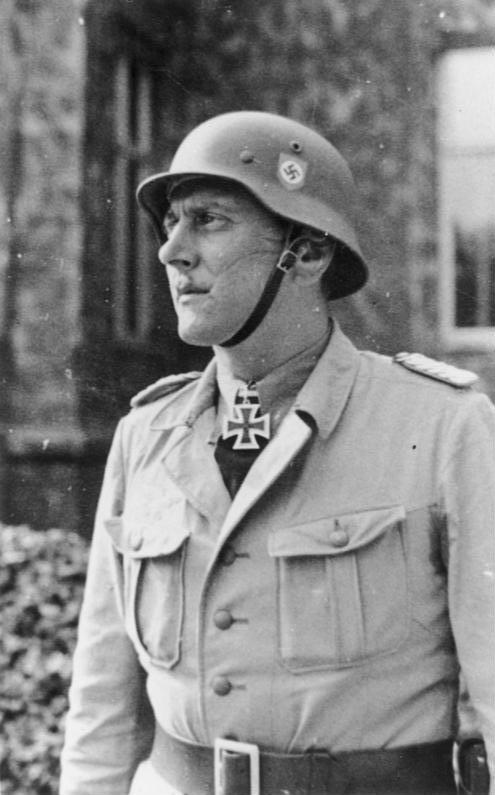
Otto Skorzeny como comandante de la unidad SS Friedenthal

## El rescate

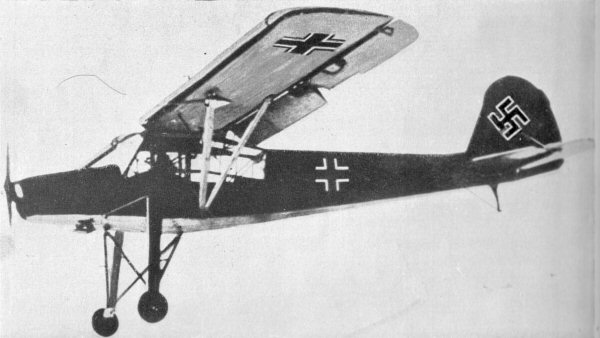
Foto de archivo de un Fieseler Fi 156 Storch en vuelo.

Sobre los días anteriores a la operación, Skorzeny escribió lo siguiente:

10 de septiembre de 1943. Pasamos dos días y dos noches sin disfrutar ni un solo momento de reposo; no dispusimos de tiempo ni para despojarnos del uniforme. A nuestro general le sucedió algo similar. En estas condiciones, sostuve con él una entrevista decisiva. Antes de entrevistarme con mi superior quise cambiar impresiones con mi ayudante. Discutimos las posibilidades de un asalto. Sabíamos que no nos quedaba más remedio que poner en práctica, cuanto antes, nuestro plan. Cada día, incluso cada hora de demora, ponía en peligro el éxito de nuestra empresa; a medida que el tiempo pasaba, aumentaban las probabilidades de que el Duce fuera trasladado de lugar o entregado a los aliados. Y que nuestras suposiciones eran ciertas, lo pudimos comprobar plenamente poco tiempo después. Nos enteramos de que el general Eisenhower había recibido orden de hacerse cargo de Mussolini.
Otto Skorzeny, Vive peligrosamente (2005)

La operación de rescate fue planificada para el 12 de septiembre de 1943 a las 7 horas, pero el mal tiempo causó que solo pudiera realizarse a las 14 horas. Al mando del capitán Otto Skorzeny, aparecieron doce planeadores DFS 230 de los paracaidistas alemanes volando sobre Campo Imperatore, superando las cumbres montañosas que rodeaban al Gran Sasso. Mientras tanto una columna de infantería motorizada alemana tomaba por asalto la estación de esquí cercana a Assergi, dominando la resistencia de los guardias italianos tras breve lucha, y aseguraban la incomunicación del Hotel Campo Imperatore. 

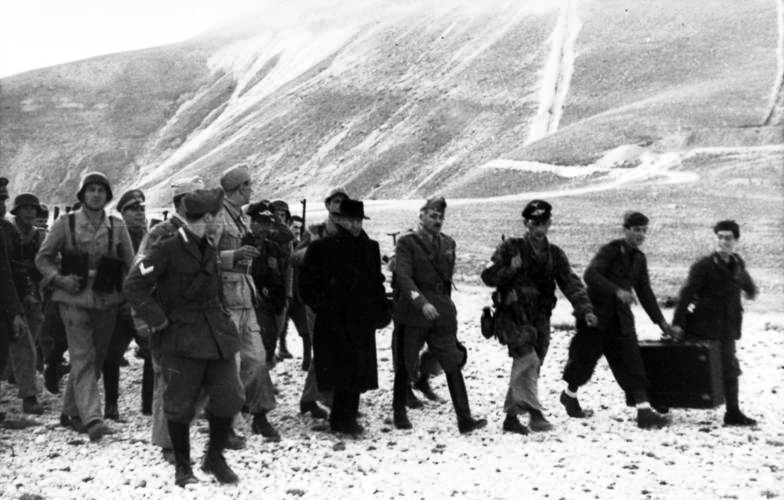
Mussolini con las tropas alemanas que lo rescataron en Campo Imperatore el 12 de septiembre de 1943.

Los DFS 230 aterrizaron repentinamente frente al Hotel Campo Imperatore, aunque uno de los aparatos, el n.º 8, se despeñó y murieron sus ocupantes. En pocos segundos desembarcaron los paracaidistas con hombres de las Waffen-SS al mando de Skorzeny y evitaron toda reacción de los sorprendidos guardias italianos llevándose consigo al general de policía militar Ferdinando Soletti, arrestado cuatro días antes por los alemanes en Roma, y usado como «escudo humano» para que los guardias italianos no disparasen, así como para confundir a los guardias sobre si el «rescate» era autorizado por un militar italiano. Pese a la orden del gobierno Badoglio, de impedir por la fuerza todo intento de fuga de Mussolini, matando a su prisionero si era preciso, los soldados italianos no dispararon, y el rescate ocurrió sin lucha, incluso los carabinieri capturados se mostraron amistosos y colaboraron con sus captores. Al ser arrestado días antes, el general Kurt Student había advertido al general Soletti que él mismo respondería con su vida en caso de resistencia de los guardias italianos.

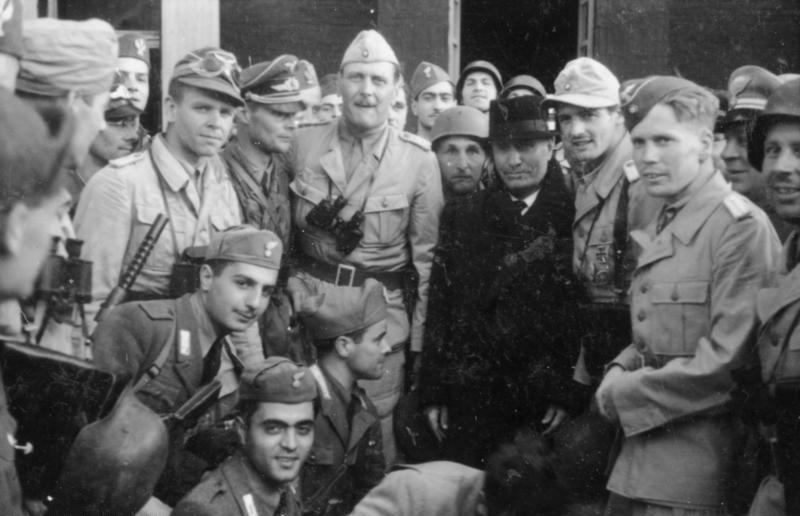
Mussolini con la unidad de paracaidistas de Student dirigidos por Otto Skorzeny (a la derecha del Duce).

Relato posterior de Skorzeny sobre el desarrollo de la operación:

Cerré los ojos durante el espacio de un segundo; no estaba en condiciones de pensar. Una última sacudida me hizo comprender que habíamos aterrizado. La compuerta de entrada había desaparecido y vi que el primero de mis soldados saltaba del planeador. (...) El primer puesto de guardia italiano estaba al pie de un pequeño promontorio y ante una esquina del hotel. Los que lo formaban no daban crédito a sus ojos, parecían asombradísimos ante el artefacto que acababa de lloverles del cielo. (...) Limitándonos a ordenar "¡Mani in alto!" al desconcertado centinela del primer puesto de guardia, llegamos al hotel y, de pronto, nos encontramos ante una puerta abierta.(...) Mi vista se posó sobre la fachada principal del hotel y la recorrió detenidamente. Vi una cabeza que se asomaba a una ventana. Reconocí al Duce.
Otto Skorzeny, Vive peligrosamente (2005)

Tras descubrir a Mussolini en un balcón de la segunda planta del hotel, Skorzeny y otros hombres de las Waffen-SS lograron ubicar fácilmente la habitación del Duce, entraron de inmediato al edificio llevando a Soletti por delante y sacaron al Duce del hotel, confiándole Skorzeny que se estaba realizando ese rescate por orden personal de Hitler. Según las memorias del propio Skorzeny, Mussolini respondió emocionado «¡Yo sabía que el Führer no me abandonaría!»
Para sorpresa de los paracaidistas alemanes, el comandante Harald Mors y el teniente Otto von Berlepsch llegaron minutos después con hombres de la columna motorizada habiendo usado un camino de acceso, la cual había hecho un fácil trayecto desde Roma, para evacuar. En esos momentos Mussolini ya estaba fuera del recinto y pudieron tomarse rápidamente algunas fotografías para testimonio histórico. 

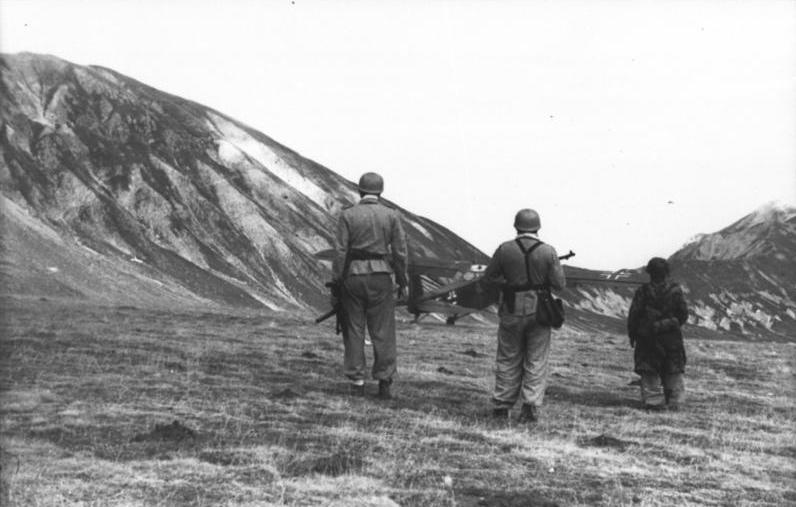
La avioneta Fieseler Storch usada para el rescate de Mussolini despega del Gran Sasso con el Duce en su interior.

Tras algunos minutos de espera, una avioneta Fieseler Fi 156 Storch que había llegado durante la operación despegaba hacia territorio bajo control nazi llevando a Mussolini junto con Otto Skorzeny y el piloto Hans Gerlach (el aparato estaba muy sobrecargado y a duras penas pudo remontarse), mientras los paracaidistas una vez incendiados los planeadores huían con la columna motorizada alemana que esperaba en Assergi. La operación de rescate había durado menos de una hora.

## Consecuencias

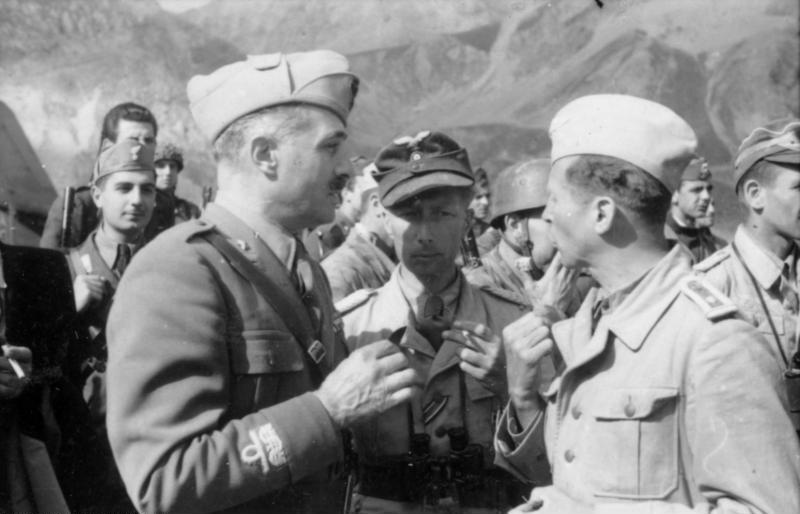
El general Ferdinando Soletti, usado por los alemanes como rehén-escudo para parlamentar con la escolta de carabinieri del Duce.

Tras el rescate, Mussolini fue llevado en un Heinkel 111 a Viena y luego a Múnich a reunirse con Hitler, recibiendo allí la designación hecha por el Führer como nuevo líder de la República Social Italiana que se había establecido bajo auspicio alemán en el norte de Italia bajo control nazi. 
El general Kurt Student fue personalmente felicitado por Hitler, al igual que el comandante Harald Mors y el teniente von Berlepsch. No obstante, el mayor crédito por el rescate fue para el capitán Otto Skorzeny, que no solo fue ascendido, sino además condecorado con una Cruz de Caballero, además de ser prontamente publicitado como héroe en la propaganda nazi por hacerse cargo personalmente de la seguridad de Mussolini en los primeros minutos del rescate y en la fuga final.
Mientras tanto la propaganda nazi amplificaba la importancia del rescate como una señal de que el Tercer Reich no daba por perdida la situación en Italia, particularmente tras la victoria aliada en Sicilia y los exitosos desembarcos angloestadounidenses en la costa del mar Tirreno. Los líderes políticos y militares aliados cuestionaron la decisión del gobierno Badoglio de no entregar Mussolini a los Aliados como forma de evitar este tipo de situaciones, mientras que los jefes de la guardia de Campo Imperatore fueron juzgados por colaboracionismo y traición.